# Богль, Джордж
Джордж Богль (англ. George Bogle; 1746 — 1781) — британский дипломат и предприниматель шотландского происхождения, осуществивший первую английскую дипломатическую миссию в Тибет.

## Ранние годы
Дж. Богль был младшим ребёнком в семье видного торговца табака из Глазго. Его мать умерла, когда ему было тринадцать, и на следующий год он отправился для обучения в Эдинбург, чтобы изучить логику, а затем обучался в частной академии в Энфилде до восемнадцати лет. После шестимесячного путешествия по Франции он работал четыре года клерком в Лондоне, в фирме его братьев. Оттуда, с помощью влиятельных друзей, он получил назначение на должность чиновника Ост-Индской Компании и прибыл в Калькутту. Через четыре года по прибытии он отправился в Тибет. На момент начала миссии Дж. Боглю было 28 лет, он не имел каких-либо дипломатических навыков, однако знал хинди, что в то время среди служащих Компании было редкостью.

## Миссия в Тибет
Миссия была направлена генерал-губернатором Уорреном Гастингсом в 1774 году с целью установления официальных дипломатических отношений. В историографии англо-тибетских отношений она стала известна как «Миссия Дж. Богля в Тибет» (Bogle’s Embassy to Tibet)
Сам Гастингс прямо писал, что миссия в Тибет предпринимается «без перспектив получения какой-либо непосредственной выгоды» и сам он «далек от того, чтобы быть слишком уверенным в своих надеждах относительно успеха этого дела». Кроме того, не было известно, с кем и каким образом придется вести переговоры в стране, следовало учитывать специфику культуры, и помнить, что нарушение обычаев могло свести все на нет. Панчен-лама обозначал себя как временного правителя, в силу несовершеннолетия Далай-ламы . Более ничего достоверного известно не было. Как полагает Е. Г. Ефимов, в такой ситуации нужен был человек, во-первых, хорошо известный У.Гастингсу и верный ему. Генерал-губернатор должен был быть уверен в нём, ибо на некотором этапе миссия могла быть лишена возможности общаться и посылать какие-либо сведения. Другими словами, Дж. Богль останется в Тибете без контроля и ему придется действовать по своему усмотрению. Во-вторых, этот человек должен был быть достаточно образован и умен, чтобы показать себя с лучшей стороны в неизвестной стране, ибо по первому английскому послу тибетцы будут составлять впечатление обо всей английской нации. Таким образом, кандидатура Дж. Богля, являвшегося другом Гастингса, оказалась как нельзя кстати.
Задача, поставленная перед Боглем, заключалась в «открытии обоюдной и равноправной торговли между Тибетом и Бенгалией» . С этой же целью рекомендовалось установить постоянное представительство. Заметим, что детали предполагаемого договора Гастингс не разъяснял, предоставив все на усмотрение посла. Гораздо больше было заданий, связанных с изучением страны в целом. Дж. Богль должен был привести ряд образцов товаров, редких животных, семена растений и т. д., а также Гастингс особо подчеркивал необходимость вести дневник (см. приложение). По всей видимости, именно этот дисбаланс в сведениях позволил ряду авторов сделать предположение, что миссию Богля следует рассматривает скорее в контексте культурной деятельности Гастингса, нежели политической. Интерес Гастингса к Востоку был широко известен в то время. В 1782 г. он станет одним из основателей «Азиатского общества» в Бенгалии .

## Отправление изКалькуттыи прибытие вБутан
Дж. Богль выехал из Калькутты в мае 1774 года в сопровождении двух тибетских послов (Пуранджира и Паймы), шотландского врача Александра Хамильтона и группы слуг и вскоре прибыл в Бутан. Оказавшись в стране, обычаи которой ему были плохо известны, Дж. Богль старался действовать осмотрительно и сразу не стал переходить к обсуждению политических вопросов с новым Деб-Раджой Кунга Ринченом. Первый прием у Деб Раджи (4 июля 1774 года) носил символический характер и никаких политических вопросов на нём не обсуждалось.
Спустя несколько дней после прибытия в Тассисудон, Дж. Богль получил через тибетского посла письмо от Панчен-Ламы III. В письме помимо формальной части содержалась информация следующего вида. Панчен-лама сообщал англичанам, что поскольку Тибет является частью Китая, то подчиняется его законам, согласно одному из которых, доступ в страну иностранцам запрещен. Во втором письме говорилось, что в стране свирепствует оспа, настолько сильная, что Панчен-лама вынужден был отъехать к северу (в монастырь Деширепгрей). Достоверность этих сведений подтвердил доставивший письмо Пуранджир. Дж. Богль оценив содержание писем, «пришел к выводу, что Панчен-лама по каким-то своим причинам не хочет пускать его в Тибет, а сложившиеся обстоятельства служат лишь удачным поводом для этого». Деб Раджа, выслушав посла, посоветовал ему последовать совету тибетского иерарха и вернуться в Индию.
Позиция бутанской стороны хорошо понятна. С одной стороны, они должны были проявлять максимальное уважение к английскому послу. Слишком свежи были воспоминания о поражениях в войне с англичанами. С другой стороны, было ясно, что по этой же причине в Бутане не хотят усиления влияния англичан в стране в какой-либо форме и будут всячески уклоняться от принятия каких-либо конкретных предложений. Письмо из Тибета, формальным вассалом которого являлся Бутан, было хорошей возможностью для Деб Раджи избавиться от непрошеных гостей, ибо в этом случае он лишь выступал проводником решения свыше. Кроме того, отношения с Тибетом было невыгодно портить из-за опасности со стороны Непала.
Дж. Богль, видимо, тоже понимая, что бутанцы не рискнут насильно выпроводить его из страны, отправил письмо в Тибет и под предлогом ожидания ответа остался в Тассисудоне. Длительное пребывание в Бутане было связано не столько с надеждами на изменение отношения к нему со стороны Панчен-ламы, сколько с тем, что Дж. Боглю было необходимо получить информацию о возможности торговых отношений между Бутаном и Индией. Однако в основном молодой шотландец был вынужден проводить время в посещении званных трапез, изучении окрестностей, сбора сведений о стране и написании писем домой, в которых он не без доли преувеличения описывал свои «приключения» в неизвестной стране . Однако все это, как пишет Дж. Богль, «мало способствовало решению коммерческих вопросов». Деб Раджа всячески уклонялся от конкретных ответов на все вопросы и предложения английского посла.
В сентябре 1774 года Дж. Богль наконец-то получил письмо от Панчен-ламы, разрешающее ему продолжить путь в «Страну снегов» . После этого в беседе с Деб Раджой посол вновь поднял вопрос о торговле. Однако, несмотря на красочные перспективы, которые обрисовал шотландец, он вновь не получили никакого конкретного ответа. Было понятно, что в Бутане ждут, как поведет себя Панчен-лама, и не хотят брать на себя никакой ответственности. На последней встрече с правителем Бутана, Дж. Богль ещё раз подтвердил, что ежегодный караван на этот раз не будет обложен пошлинами и купцам будет обеспечена вся необходимая защита, после чего стал собираться в дальнейший путь.
Английский посол покидал Бутан, не достигнув каких-либо успехов в переговорах. Однако все же ему удалось собрать значительную информацию о стране. Причем в своем дневнике он уделил значительное место описанию страны прежде всего в аспекте экономики. Товары, служащие основными статьями трансгималайской торговли, редкие растения и животные Бутана, состояние дорог — все это нашло отражение на страницах дневника Дж. Богля. Вынужденная остановка в Бутане также способствовала акклиматизации членов английской миссии, что, по всей видимости, объясняет то, что им в дальнейшем удалось избежать серьёзных проблем со здоровьем.

## Прибытие в Тибет
Английская миссия достигла монастыря Деширепгрей 8 ноября 1774 года и в этот же день состоялась первая встреча Дж. Богля с Панчен-ламой III. В «Биографии» Пачен-ламы первая встреча тибетского иерарха и английского посла нашла отражение лишь в виде короткой и формальной заметки, сообщавшей о том, что «посол Богль со своими помощниками предложил подарки — стеклянные бутылки и т. д., и занял свои места, которые для них предназначались для распределения церемониального чая; они вели беседу на хинди». В дальнейшем встречи уже не носили официального характера и по этой причине, как отмечает Л.Петех, не нашли отражения в китайских официальных документах.
Согласно дневнику Дж. Богля, на первой встрече, после ряда формальностей, Панчен-Лама затронул вопрос о англо-бутанском конфликте, невольно послужившим точкой отсчета для начала англо-тибетских отношений. Тибетский иерарх подчеркнул, что, по его мнению, вся вина за развязывание войны лежит на Деб Джудхуре. При этом Панчен-лама подчеркнул, что он «всегда неодобрительно относился к его попыткам захватить раджу Бихара, но Деб почувствовал себя могущественным, имея военную силу, и не захотел прислушиваться к моим советам». Однако далее он счел нужным заметить, что Бутан является вассалом Тибета, вероятно, намекая таким образом на все-таки нежелательное для него вмешательство англичан в политику подчиненной Тибету территории. Дж. Богль, в свою очередь, заверил его, что Компания преследует целью лишь «обеспечение порядка на границах Бенгалии» и никаким образом не вмешивалась во внутренние дела Бутана, и конечно, не имела никакого отношения к государственному перевороту в этой стране, в результате которого Деб Джудхур потерял свою власть и бежал в Тибет. Таким образом стороны достигли понимания по данному вопросу и больше к нему не возвращались.
Уже на второй встрече Дж. Богля с Панчен-ламой, 11 ноября 1774 года, когда тибетский иерарх затронул важный вопрос о политической ситуации в стране, а позже и об особенностях тибето-китайских отношений, молодой английский посол понял, что ему предстоит преодолеть серьёзные препятствия, выполняя задание, возложенное на него генерал-губернатором. Панчен-лама прямо сообщил ему, что не все в стране поддерживали его решение пропустить английскую миссию, и одним из этих людей был регент Далай-ламы Чжампал Делег, которого Богль называет Гезубом Римбоче. Когда же при дальнейшем обсуждении Панчен-лама сообщил Дж. Боглю, что «неприязнь Гезуба к англичанам проистекает не столько от него самого, сколько из его страха доставить неприятности китайцам», а также, когда речь зашла о возможном участии английской стороны в качестве посредника в конфликте между Непалом и Тибетом, подтвердил, что его страна «является подчиненной по отношению к Китаю», для молодого английского гостя это явилось полной неожиданностью. «Я ответил, — пишет Дж. Богль в своем дневнике, — что когда он упомянул об императоре Китая, я потерял дар речи; что исходя из его писем Губернатору, так же, как из других отчетов, пославшие меня считали его хозяином страны во время несовершеннолетия Далай-ламы, и хотя император является верховным правителем страны, они не думали, что он все подчиняет своему контролю». Позже в ходе переговоров с послами самого Чжампал Делега, Дж. Богль ещё раз убедился в силе китайского влияния в Тибете. Старания англичанина в беседе послами развеять недоверие по отношению к своим соотечественникам, а также убедить их в перспективах и выгодах от развития отношений между Бенгалией и Тибетом, закончились ничем. Послы ограничились заверением, что «Гезуб Римбоче сделает все, что в его силах, но он и вся страна всего лишь вассалы императора Китая». «Это был камень преткновения, который мешал всем моим планам», — с горечью писал в своем дневнике о результатах китайского влияния Дж. Богль.
В Тибете в то время сложилась ситуация двух центров, в Ташилунпо и Лхасе, со своими различными взглядами на внешнюю политику. Общаясь с госайнами и паломниками, Панчен-лама получал от них важные сведения относительно перемен в политической ситуации к югу от Гималаев. Это, а также его политическая активность, выразившаяся в посылке паломнических миссий в соседние с Тибетом Индию и Непал, привело к тому, что тибетский иерарх был осведомлен о ситуации в соседних с Тибетом странах лучше, чем правительство и амбани в Лхасе, которые занимали прокитайскую позицию, поддерживая политику изоляции. Столкновение интересов было продемонстрировано на примере вопроса о миссии Дж. Богля, который не сразу смог войти в Тибет. Длительная задержка миссии в Бутане была вызвана, среди прочего, попытками Чжампал Делега не допустить проникновения в страну иностранцев. В письме, направленном регентом к Панчен-ламе, указывалось, что европейцы «очень воинственны, а их проникновение в страну приводит к увеличению беспорядков, и в дальнейшем они становятся хозяевами этой страны». Далее регент рекомендовал любыми способами добиться возвращения миссии в Бенгалию, советуя тибетскому иерарху «упомянуть о жестокой оспе, или какой-либо другой причине». Панчен-лама в ответном послании сообщил в Лхасу, что если там «выступают против его мнения, и будут упорствовать, отвергая его решение, то ответственность за бедствия, которые могут обрушиться на страну после этого, ляжет на них». Миссия была пропущена в страну, однако в дальнейшем регент не раз писал Панчен-ламе, выражая своё недовольство по поводу пребывания в стране иностранцев, и подозревал Дж. Богля в шпионаже.
Уяснив расстановку сил в Тибете, английский посол почувствовал, что оказался в сложной ситуации. С одной стороны было ясно, что в Лхасе были настроены враждебно как против европейцев вообще, так и против Дж. Богля в частности. С другой стороны, молодой шотландец здраво рассудил, что, без его личного присутствия, возможность положительного решения интересующих его вопросов резко уменьшается. «Я осознавал, — пишет Дж. Богль, — что мне не очень нравится идея передачи моего дела в Лхасу, где я не был представлен, где я был не знаком с кем-либо, и где, и я имел все основания так думать, министры не испытывали большого расположения ко мне и моему делу». Между тем вопрос о развитии торговли с Китаем мог быть решен только в переговорах с представителями прокитайской группировки в Лхасе.
Окончательное решение Дж. Богля не ехать в Лхасу было вызвано рядом обстоятельств. Панчен-лама успокоил молодого посла, заверив его, что «в любом случае после того, как Далай-лама повзрослеет на год или два, правление Гезуба подойдет к концу» и важные вопросы уже можно будет решать без его участия. Кроме того, тибетский иерарх рассказал Дж. Боглю, что находится в хороших отношениях с главой Пекинского буддийского центра Чжанчжа-хутухтой II, который, по словам Панчен-ламы, оказывает большое влияние на императора. Панчен-лама заверил Дж. Богля, что попытается установить связь между губернатором и императором Китая, а также затронуть вопросы о возможном основании английских факторий и о получении паспорта для английского посла, который обеспечил бы ему возможность визита в Пекин. Исходя из записей Дж. Богля, можно сделать вывод, что Панчен-ламе удалось убедить английского посла в возможности осуществления этих планов. Этим объясняется решение последнего, после своего возвращения в Калькутту, представить У.Гастингсу меморандум, в котором Дж. Богль излагал свой план о встрече с Панчен-ламой III в Пекине. В заключение, рассудив, что ему, как официальному представителю Компании, было бы непозволительно появляться в Лхасе без подарков для регента, Далай-ламы и амбаней, которых у него с собой не было, Дж. Богль решил ограничиться обсуждением всех вопросов с тибетским иерархом, при этом написав письмо регенту Джампал Делегу.
Главным вопросом в переговорах оставался вопрос о торговле. Дж. Богль установил, что из товаров Бенгалии наибольшим спросом пользуются сукно, кожа, индиго, жемчуг, коралл, янтарь, табак и сахар и т. д. Что касается тех товаров, которые ввозились в Бенгалию, то предметом наибольшей важности являлся золотой песок. «Наиболее значимым предметом потребления, привозимым из Тибета в Бенгалию, является золото и поэтому любое расширение этой торговли будет способствовать прибыли Бенгалии», — писал английский посол. Помимо этого, в Бенгалии пользовались спросом хвосты яков, шерсть, и мускус. Дж. Богль проинформировал Панчен-ламу, что в Бенгалии готовы предоставить купцам значительные льготы, в частности, значительно снизить пошлины. Тибетский иерарх также стремился помочь решению вопроса о расширении торговли. Он направил несколько писем с изложением сути дела в Лхасу, а также организовал встречу Дж. Богля с представителями тибетского и кашмирского купечества. Основной темой переговоров, таким образом, стало обсуждение вопроса о торговых путях, по которым товары могли быть доставлены из Тибета в Бенгалию, а также, в связи с этим, был затронут вопрос о ситуации в пригималайских государствах.
Традиционными маршрутами торговли между двумя странами были пути через Непал и Бутан. Напомним, что правитель горкхов Притхви Нарайян, изгнал из Непала всех тибетских и кашмирских купцов, с целью обеспечения монополизации торговли в руках местного купечества. Однако такая политика не нашла понимания в Тибете, который с 1770 г. закрыл все торговые пути в Непал и прервал коммерческие связи между двумя странами. Если ранее Непал был заинтересован в сохранении добрососедских отношений с Тибетом, и периодически отправлял посольства с различными официальными миссиями в эту страну, то агрессивная политика Притхви Нарайяна, как был вынужден признать Панчен-лама в разговоре с Дж. Боглем, не поддавалась никакому контролю со стороны Лхасы. Ещё более отношения с Притхви Нарайяном осложнились после его нападения на Сикким, формально считавшегося вассалом Тибета. Когда же английского посла попросили высказать своё мнение о политике непальского правителя, то Дж. Богль отметил, что, по его мнению, раджа горкхов в случае успешной войны с Сиккимом может захватить и Бутан, а также воспользовался удобным случаем и заметил, что «Гезубу и правительству следует принять это во внимание и может быть более доверять англичанам, которые в течение 15 или 20 лет никогда не пытались расширить границы Бенгалии, которые оставили территорию, захваченную у Деб Раджи, и которые известны своей веротерпимостью». Также английский посол предположил, что У. Гастингс может взять на себя функцию посредника в конфликте между Непалом и Тибетом, то есть, как отмечается в одной из работ, речь фактически шла о попытке заключения военного союза с Британской Индией. Однако во время переговоров пришло известие о смерти Притхви Нарайяна, и вопрос о возможном союзе отпал.
Смерть Притхви Нарайяна не отразилась на характере тибето-непальских отношений. Получив известие о смерти, тибетский иерарх написал письмо новому правителю, которым стал его несовершеннолетний сын Гирван Юдх Викрама Шах Дева (1775—1816). В письме, в частности, говорилось: «Вы сейчас унаследовали трон, и будет правильным, если вы будете заботиться о счастье ваших людей и обеспечите всем купцам, как индусам, так и представителям других каст, допуск, передвижение и защиту в вашей стране, что будет выгодным для вас и обеспечит славой ваше имя. Сейчас они боятся вас, и ни один из них не пойдет в вашу страну. Древние обычаи, существовавшие ранее, должны соблюдаться вами, так же как и мной». Непальская сторона отреагировала незамедлительно и в августе 1775 на тибето-непальской границе состоялась встреча делегаций от обеих сторон. В результате переговоров был подписан договор. Тибетцы пошли на ряд уступок. Они согласились принять партию новой непальской монеты, а также не притеснять представителей непальского купечества в Лхасе. Взамен непальцы подписали мирный договор с представителем Сиккима. Возобновление индо-тибетской торговли через Непал оказалось пока невозможным. Пункт четвёртый договора гласил, что «восточные и западные дороги в Тибет будут закрыты для госайнов, индийцев и других купцов». Таким образом, договор не доставил полного удовлетворения ни одной из сторон, однако он обеспечил некоторую стабильность на границах, дав возможность Тибету и Непалу сосредоточиться на решении своих внутренних проблем.
Путь через Бутан, в отличие от непальского маршрута, продолжал функционировать, однако масштабы торговли к моменту миссии Дж. Богля были крайне незначительными, прежде всего в силу сложной политической обстановки в стране. После государственного переворота и бегства Деб Джудхура в Тибет, под защиту Панчен-ламы, в стране ещё продолжалось преследование его сторонников, что создавало обстановку, крайне неблагоприятную для увеличения торговли. Помимо политических, имелись препятствия и экономического характера. Панчен-лама, а позже и делегация тибетских купцов, разъяснили Дж. Боглю, что тибетцы, в силу непривычных климатических условий, везут свои товары не до Бенгалии, а лишь до тибето-бутанской границы, где передают их руки местных купцов, которые и переправляют их далее к границе Индии. Во время переговоров с Панчен-ламой, тибетский иерарх заверил Дж. Богля, что он со своей стороны сделает все возможное, чтобы не допустить распространения гражданской войны в Бутане, и не позволит изгнанному Деб Радже покинуть пределы Тибета, так как в этом случае «он опять развяжет войну со своими людьми».
Помимо тибетских купцов, Дж. Богль встречался с представителями кашмирского купечества, которые, в отличие от уроженцев Тибета, лично доставляли свои товары из Индии в Тибет и обратно. К сожалению для английского посла, эти переговоры также не принесли конкретных результатов. Дж. Богль подтвердил, что в Бенгалии готовы пойти на значительное снижение пошлин (до 2 %) и обеспечить всю необходимую защиту. Главной трудностью для купцов оставалась «дорога, которой они последуют в Бенгалию». Этой дорогой был путь через Бутан, где посол не добился значительных результатов в ходе переговоров с Деб Раджой. «Я объяснил суть дела Деб Радже, — сказал Дж. Богль купцам, — но только вкратце, рассчитывая сделать это после того, как я дождусь распоряжения или получу приказ от Ламы, к которому я был послан». Представители купечества, узнав об этом, предложили англичанам пригрозить Бутану использованием военной силы, поскольку «безуспешная война, которую вели бутанцы… сделала Деб Раджу очень уступчивым в отношении каких-либо требований Компании, так как он боится, что в случае отказа англичане смогут опять захватить его страну». Богль счёл такое предложение неприемлемым.
Что же касается предложения об участии европейцев в торговле между Тибетом и Индией, которое молодой шотландец решился внести, «почувствовав большое доверие к своему делу», то этот вопрос, по мнению Дж. Богля, следовало рассматривать, когда управление Тибетом перейдет в руки Далай-ламы и Панчен-ламы, в то время как сейчас «это дело оказывается полностью невыполнимым».
Панчен-лама надеялся на некоторые дивиденды от контактов с англичанами. Речь шла о постройке буддийского храме на берегах реки Ганг. Суть этой проблемы была изложена Дж. Боглем следующим образом: «Около семи или восьми сотен лет назад тибетские иерархи имели много монастырей в Бенгалии, и их монахи использовали визиты в эту страну для изучения религии и языка брахманов, а также для посещения святых мест Индии. Мусульмане после завоевания Бенгалии разрушили эти храмы и изгнали этих паломников из страны. С этих времён между двумя странами существует очень слабое сообщение. Лама чувствует, что если он сможет после такого долгого перерыва установить религиозные связи с Бенгалией, это может сильно прославить его правление и послужить расширению его славы и его почитания». Буддийский храм, по мнению ламы, должен был быть построен с таким расчётом, чтобы отправляемые им люди, помимо посещения храма, имели бы возможность встречаться с губернатором. Дж. Богль в отчете, составленном по возвращении из Тибета, также заметил, что «соглашение с Тешу-Ламой об основании монастыря или храма на берегах Ганга, возможно положит конец отговоркам тибетцев в виде ссылок на непривычный климат Бенгалии и породит связь с северными нациями». Г. Бисак, обращаясь к этому вопросу, считает нужным отметить значительную роль, которая отводилась при этом госайну Пуранджиру. Он должен был посетить место строительства будущего храма, и ему Панчен-лама передал подробные инструкции, касающиеся этого. Отметим также, что ряд авторов, затрудняясь в оценке миссии Дж. Богля, отмечают, что её главным практическим результатом стало именно появление этого храма.
Во время одной из последних встреч, был затронут вопрос о способах поддержания связи между странами, который оказался достаточно непростым. «Я не хочу, чтобы губернатор в будущем посылал ко мне англичан, — сказал Панчен-лама Дж. Боглю, — Вы знаете, сколько трудностей я имел из-за вашего посещения страны, и как я боролся с подозрительностью Гезуба Римбоче и людей из Лхасы. Даже сейчас они недовольны тем, что я оставил вас на такой длительный срок. Мне кажется, в следующий раз губернатору будет лучше послать индийца. Гезуб подозрителен и глядит на вас, как на шпиона, и будет тяжело, если сюда придет другой англичанин».
Было бы ошибкой считать, что за время пребывания шотландца в Тибете он и тибетский иерарх совместными усилиями пытались устранить все препятствия на пути англо-тибетских отношений. В дневнике английского посла встречаются заметки о том, что тибетский иерарх неделями не встречался с ним. Даже на редких встречах Панчен-лама не всегда интересовался политическими вопросами. Тибетский иерарх проявил не меньший интерес к европейской культуре. Он очень интересовался религиозными вопросами, спрашивая Дж. Богля о деятельности миссионеров, понятии Троицы и, в свою очередь, разъяснил англичанину некоторые особенности ламаизма. Панчен-лама интересовался языком англичан, методами лечения оспы, политической ситуацией в мире. Особый интерес из доставленных англичанами предметов у него вызвали европейские часы. Что касается вопросов торговли, то их обсуждение носило общий характер. Панчен-лама все же был в первую очередь духовным лидером, и поэтому предпочел устроить встречу Богля с кашмирскими и тибетскими купцами, нежели самостоятельно обсуждать детали экономических вопросов. О содержании некоторых из встреч с Панчен-ламой в дневнике англичанина содержится лаконичная фраза: «ничего касательно дела». В такой ситуации посол в течение пяти месяцев пребывания в Тибете посещал религиозные праздники, играл в шахматы с членами свиты Ламы, выезжал на охоту и т. д. Лишенный возможности общаться с тибетцами на их языке, Богль концентрирует своё внимание на одежде и пище, описание которых обнаруживается практически в каждом сюжете, касающемся контактов с жителями Тибета и Бутана. Чтобы не быть заподозренным в шпионаже, Дж. Богль даже отказался от карты Тибета, предложенной ему Панчен-ламой. Обосновывая своё решение, он писал, что «будет доволен, узнав только об обычаях и законах в Тибете потому, что … задача путешественника заключается в том, что бы информировать себя именно об этом». Странно выглядит заявление китайского автора Ван Фуженя, о том, что Дж. Богль якобы переодевался в тибетское платье и ходил по Шигацзе, что легко опровергается его же дневником.
Первоначально направлявшийся в Тибет с целью обсуждения вопроса о расширении торговли, Дж. Богль в ходе переговоров с Панчен-ламой затронул значительно большее количество проблем, что не в последнюю очередь объяснялось поведением тибетского иерарха, настроенного благожелательно по отношению к английскому послу. Это позволило представителю Компании получить информацию по ряду важных проблем, в том числе о характере тибето-китайских отношений, а также самостоятельно поднять вопрос о возможном участии европейцев в торговле между Тибетом и Бенгалией. В свою очередь Дж. Богль постарался, от лица Компании, показать готовность к развитию отношений с тибетским иерархом и позаботиться об удовлетворении его главной просьбы, которая заключалась в возможном строительстве буддийского храма в Бенгалии. Панчен-лама также показал свою готовность способствовать развитию торговли между Бенгалией и Тибетом, и в том числе через своих представителей обеспечить помощь английскому послу при его переговорах в Бутане, через который проходил единственный на тот период функционирующий торговый путь между двумя странами. Однако при этом значительную роль в успехе переговоров сыграло прежде всего стремление Панчен-ламы III к развитию отношений с англичанами, и дальнейшие перспективы развития англо-тибетских отношений, а также реализация намеченных в ходе переговоров планов по большей части зависели именно от этого человека. Переговоры не привели к заключению торгового договора, но они означали установление англо-тибетских отношений. Вместе с тем, отношения были установлены не с правителями Тибета (регентом или Далай-ламой), но лишь с церковным иерархом. В этих условиях вопрос об англо-тибетской торговле мог быть решен лишь в Пекине.
По прибытии в Бутан английский посол вновь преступил к обсуждению вопросов о торговле. Англичане предлагали доставлять товары не в Рангпур (Индия), а сразу в город Паро (Бутан), где они обменивались бы на тибетские товары. Бутанцы, правда, при этом уже утрачивали свою функцию посредников, но могли рассчитывать на доход от пошлин и налогов. Помимо этого Гастинг прямо писал Дж. Боглю, чтобы тот намекнул Деб Радже о его личной выгоде от этого дела. Однако все эти предложения, несмотря на присутствие рядом представителей Панчен-ламы, остались без ответа. Поведение Деб Раджи заставило англичанина прямо написать о том, что «единственной возможностью организовать торговлю в этой стране является исключение из неё Деб Раджи».
Оценивая коммерческие планы англичан в отношении города Паро, Л. Дерминьи полагает, что можно говорить о попытках создания «британского Нерчинска». Сравнение с русско-китайской торговлей, которое мы видим в этом случае, нельзя считать безосновательным. Гастингс знал о существовании этой ветви коммерции, и не мог недооценивать её положительного примера. В случае основания фактории в Паро англичане получали торговый пункт непосредственно на границах Тибета, а значит и Цинской империи, наподобие Кяхты.
Сравнение Л. Дерминьи заслуживает внимания в свете существующей в историографии точки зрения о вовлечении Тибета в «Большую Игру», борьбу за раздел сфер влияния в Азии между Россией и Англией, именно с момента миссии Дж. Богля.
Сам Бутан, о чём писал Дж. Богль, и на что указывало руководство Компании, из-за своей бедности не мог рассматриваться как хороший рынок сбыта. «Потребление бенгальских товаров, особенно табака, бетельского ореха и других существенных товаров, очень незначительно во владениях Деб Раджи», — писал Дж. Богль. Если бы со стороны Тибета была продемонстрирована готовность поддерживать и развивать торговлю, то тогда, может быть, Дж. Боглю и имело смысл диктовать Деб Радже какие-либо условия, намекая на применение силы (о чём его, кстати, просили во время переговоров в Тибете кашмирские купцы). Но без Тибета Бутан сам по себе не представлял ценности для Компании. Он не мог принести дохода, ибо не обладал ценными ресурсами, а рынок сбыта бенгальских товаров был там незначительным. Военные действия с этой страной в данный момент превратились бы в бессмысленную трату средств. Возобновление незначительной караванной торговли, прерванной гражданскими войнами и англо-бутанским конфликтом, стало единственным видимым на тот момент итогом миссии Дж. Богля. После приезда в Калькутту и отчета перед генерал-губернатором, шотландец был направлен в Рангпур, где занялся обустройством рынка.
Миссия Дж. Богля привлекла к себе внимание исследователей англо-тибетских отношений. Одними из первых к анализу миссии Дж. Богля и её результатов обратились участники военной экспедиции Ф. Янгхазбенда в Лхасу 1904 году. Основные выводы, к которым пришли Ф. Янгхазбенд, П. Лэндон и А. Уоддель, лежат в основе концепций подавляющего большинства исследователей, занимающихся проблемой англо-тибетских отношений:
1. Установление дружественных отношений между Дж. Боглем и Пачен-ламой позволяет считать эту миссию успешной, поскольку Гастингс первоначально точно не знал, каких результатов можно ждать от этого предприятия.
2. В том, что Дж. Боглю не удалось установить торговых отношений с Тибетом, виноваты прокитайские силы в стране, прежде всего регент и амбани в Лхасе.

Тезис, касающийся влияния Китая в Тибете, как причины неудачи торговых отношений, неоспорим. Однако он требует важного уточнения. П. Мехра вполне справедливо отмечает, что влияние Китая в Тибете было не всегда одинаковым. По его мнению, во второй половине XVIII в. китайское влияние в Тибете было наибольшим в 1750 г., когда произошло убийство амбаней и за этим последовали карательные меры, и в 1792 г., во время 2-й тибето-непальской войны (на чём мы ещё остановимся в дальнейшем). Дж. Богль, таким образом, посетил страну тогда, когда влияние Китая не таким значительным, как в 1750 и 1792 годах. А. С. Мартынов также отмечает, что в рассматриваемый нами период даже для Лхасы характерно желание добиться максимальной независимости от Пекина. Кроме того, ряд авторов полагают, что Китай вообще не играл значительной роли в политике Тибета вплоть до сер. XX века.
Как полагает Е. Роуз, после государственного переворота 1774 году в Бутане реальная власть находилась в руках не одного Деб-Раджи, а пяти человек, которые, несомненно, имели прямое отношение к торговым операциям, происходившим стране. Трудно представить, как можно было решать вопросы о преобразовании схемы гималайской торговли без их участия. Богль же, как следует из его записей вел переговоры только с Деб Раджой Кунга Ринченом. Заметим, что факт отсутствия в Бутане централизованной власти объясняет, почему Деб-Раджа уклонялся от принятия каких-либо решений при переговорах с английским послом. Если же принять во внимание точку зрения ряда авторов о том, что Бутан в рассматриваемый период был фактически независим от Тибета, становится ясно, почему, даже заручившись поддержкой представителей Панчен-ламы, Боглю не удалось значительно продвинуться в решении торговых вопросов во время вторых переговоров в Бутане.
Второй причиной, повлиявшей на неудачу установления торговых отношений между Бенгалией и Тибетом, на наш взгляд, являлась элементарная неосведомленность Дж. Богля о странах, в которых ему пришлось побывать, а также крайне расплывчатые задания, касающиеся торгового договора, которые были предоставлены Боглю Гастингсом. На наш взгляд, заключение договора должно было базироваться на какой-либо точной информации, касающейся экономической ситуации в стране. Гастингс такой информации Боглю не предоставил. Сам Дж. Богль в сборе такой информации, как выяснилось по прибытии, был ограничен. Многие в Тибете относились к англичанам с подозрением и видели в них шпионов, что делало практически невозможным сбор каких-либо сведений. Учитывая вышесказанное, заявления ряда современных китайских авторов о том, что миссия Дж. Богля являлась «хорошо подготовленной разведывательной группой», не выдерживают никакой критики. Отметим лишь, что глава этой «хорошо подготовленной» группы, оказавшись в Тибете, сбился с ведения календаря, и начал отмечать числа палочками, по методу Робинзона Крузо, а также не мог определить, на какой широте и долготе он находится. Ряд авторов, не доходя до таких крайностей, тем не менее, рассматривают миссию Богля в контексте «империалистической агрессии» Англии на востоке, а её основной целью считают экспансию. На наш взгляд, это неверно. Ни задачи, поставленные перед Дж. Боглем, ни результаты, которых он добился, не дают оснований для подобного рода выводов. и английскую миссию в Тибет скорее можно рассматривать, исходя из всего вышеизложенного, в контексте истории географических открытий.
Между тем было ясно, что развитие торговых и политических связей с Тибетом требовало «больше, чем одной миссии». Благодаря Пуранджиру переписка между Калькуттой и Ташилунпо продолжалась. Письма циркулировали и между Калькуттой и Тассисудоном. Гастингс, как и обещал, распорядился начать строительство буддийского храма. В 1775 г. Панчен-лама прислал Гастингсу в подарок небольшое количество золота и серебра, которое было отправлено в метрополию для пробы. Возникшие разногласия Гастингса с Советом не позволили ему вновь послать миссию во главе с Дж. Боглем, которого знали как «человека Гастингса», в Тибет, однако в «Страну снегов» был послан доктор Хамильтон. Пробыв некоторое время в Бутане (кон. 1775 — май 1776 гг.), он вернулся в Индию. Основной причиной неудачи миссии была подозрительность правительства Лхасы. Не увенчалась успехом и аналогичная попытка, предпринятая в 1777 году. Доктор Хамильтон констатировал, что общий объём торговли не увеличился.